# Евангелическое суперинтендентство Аугсбургского исповедания Штирии
Евангелическое суперинтендентство Аугсбургского исповедания Штирии (нем. Evangelische Superintendentur A. B. Steiermark) — епархия в Евангелической церкви Аугсбургского исповедания в Австрии.
Суперинтендентство возглавляет суперинтендент.

## История

Герб Внутренней Австрии

В 1847 году, за сто лет до создания епархии в Штирии, был создан сеньорат  (нем.) (пресвитерия) и сформированы приходы Евангелическо-лютеранской церкви Штирии. В то время сеньорат входил в состав суперинтендентства Внутренней Австрии (нем. Innerösterreich), а затем в суперинтендентство Вены.
Евангелическое суперинтендентство Aугсбургского исповедания Штирии было создано в 1947 году при разделении суперинтендентства Вены. Первым суперинтендентом стал в 1947 году Леопольд Ахбергер  (нем.).
В 1977 году в епархии было основано евангелическое учебное заведение.
С 1999 года суперинтендентство возглавляет шестой суперинтендент Штирии Херманн Миклас  (нем.).

## Организационная структура
Евангелическое суперинтендентство Aугсбургского исповедания Штирии полностью расположено в федеральной земле Штирия, дополнительно включая:
- политическую общину Рудерсдорф федеральной земли Бургенланд (приход Фюрстенфельд)[14];
- планировочный регион Энспонгау (нем.) (приход Шладминг) и регион Лунгау (нем. Lungau) (приход Мурау-Лунгау)[15][16] федеральной земли Зальцбург.

Центр епархии расположен в столице Штирии городе Грац:
- 8010 Грац, Кайзер-Йозеф-Плац, 9 (нем. Kaiser-Josef-Platz 9, 8010 Graz, Österreich, Superintendentur A.B. Steiermark).

Управление епархии располагается в Мартин-Лютер-Хаус (нем.) при Спасской церкви (нем.) в Граце. Евангелический епархиальный музей Штирии располагается в городе Мурау.
По данным на 31 декабря 2015 года в суперинтендентстве располагаются 33 церковных прихода и пять дочерних церквей с 39 749 членами, включая 395 прихожан «Гельветского исповедания». Из пяти дочерних церквей — три расположены в Штирии, и по одной в федеральных землях Бургенланд и Зальцбург.
| Политический округ | Политические общины с лютеранскими церковными приходами (01.01.2016)                                         | Всего приходов | Всего дочерних церквей | Всего приходов с дочерними церквями | Приме- чания |
| --- | --- | -------------- | ---------------------- | ----------------------------------- | ------------ |
| Брукк-Мюрццушлаг | Брукк-ан-дер-Мур • Капфенберг • Киндберг • Мюрццушлаг                                                        | 4              | —                      | 4                                   |              |
| Вайц | Вайц • Глайсдорф                                                                                             | 2              | —                      | 2                                   |              |
| Грац (Штадт) | Грац(правый берег) • Грац-Норд • Грац-Хайландскирхе • Грац-Эггенберг                                         | 4              | 1                      | 5                                   |              |
| Грац-Умгебунг | Пеггау | 1              | —                      | 1                                   |              |
| Дойчландсберг | Штайнц-Дойчландсберг                                                                                         | 1              | —                      | 1                                   |              |
| Зюдостштайермарк | Бад-Радкерсбург • Фельдбах                                                                                   | 2              | —                      | 2                                   |              |
| Лайбниц | Лайбниц | 1              | —                      | 1                                   |              |
| Леобен | Айзенэрц • Вальд-ам-Шоберпас • Леобен • Трофайах                                                             | 4              | —                      | 4                                   |              |
| Лицен | Бад-Аусзе • Гайсхорн / Трибен • Грёбминг • Лицен-Адмонт Рамзау-ам-Дахштайн • Роттенманн • Шладминг • Штайнах | 8              | 3                      | 11                                  | a)           |
| Мурау | Мурау-Лунгау                                                                                                 | 1              | —                      | 1                                   |              |
| Мурталь | Книттельфельд • Юденбург                                                                                     | 2              | —                      | 2                                   | b)           |
| Фойтсберг | Фойтсберг | 1              | —                      | 1                                   |              |
| Хартберг-Фюрстенфельд | Хартберг • Фюрстенфельд                                                                                      | 2              | 1                      | 3                                   | c)           |
| Примечания. a) С учётом: - дочерней церкви Санкт-Иоганн-ам-Тауэрн (населённый пункт Санкт-Иоганн-ам-Тауэрн-Зоннзайте) церковного прихода Гайсхорн / Трибен (политический округ Лицен), расположенной в бывшей одноимённой политической общине политического округа Мурталь (с 1 января 2015 года — политическая община Пёльсталь). b) Без учёта дочерней церкви Санкт-Иоганн-ам-Тауэрн (населённый пункт Санкт-Иоганн-ам-Тауэрн-Зоннзайте) церковного прихода Гайсхорн / Трибен (политический округ Лицен), расположенной в бывшей одноимённой политической общине политического округа Мурталь (с 1 января 2015 года — политическая община Пёльсталь). c) С учётом дочерней церкви Рудерсдорф церковного прихода Фюрстенфельд (политический округ Хартберг-Фюрстенфельд), расположенной в одноимённой политической общине политического округа Еннерсдорф федеральной земли Бургенланд. | |                |                        |                                     |              |

Кроме того, в Граце (Штирия), есть ещё школьная церковная община:
- Грацская протестантская высшая школьная община (нем. Graz Evang. Hochschulgemeinde: EHG-Büro, Kaiser-Josef-Platz 9, 8010 Graz).[18]

Суперинтендентство с 1999 года возглавляет суперинтендент Херманн Миклас  (нем.).
Он путём личных визитаций наблюдает за церковной жизнью суперинтендентства и представляет отчёт о результатах своих наблюдений в Синод. Суперинтендент имеет право собственной властью останавливать найденные им беспорядки в церковном управлении. Он председательствует в местном синоде и в комитете местного синода, руководит приходскими выборами, имеет исключительное право на совершение некоторых священнодействий (например освящения церквей, ординации). Должность суперинтендента соединяется с одною из духовных или пасторских должностей суперинтендентства.

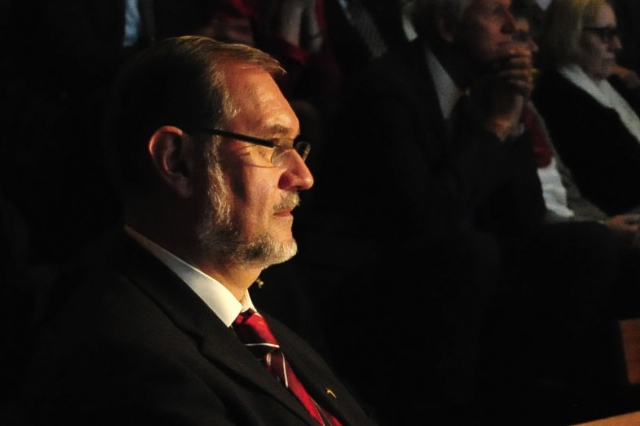
Суперинтендент Херманн Миклас

| Имя                            | Срок пребывания |
| ------------------------------ | --------------- |
| Леопольд Ахбергер (нем.)       | 1947—1969       |
| Мартин Кирхшлагер (нем.)       | 1969—1976       |
| Дитер Кналль (нем.) (рум.)     | 1976—1983       |
| Гюнтер Маттиас Рех (нем.)      | 1983—1987       |
| Эрнст-Кристиан Герхольд (нем.) | 1987—1999       |
| Херманн Миклас (нем.)          | 1999—-          |

## Приходы
Список всех церковных приходов и дочерних церквей Евангелического суперинтендентства Аугсбургского исповедания Штирии в реальном времени можно посмотреть здесь.
| Приход (Pfarrgemeinde)                                                                                   | Дата образования (Gründungsjahr) | Церковное здание (Kirchengebäude) | Изображение (Bild)                              |
| --- | -------------------------------- | --- | ----------------------------------------------- |
| Айзенерц (Eisenerz)                                                                                      | 1947                             | Церковь Христа (Айзенерц) (Christuskirche in Eisenerz) | Церковь Христа (Айзенерц)                       |
| Бад-Аусзе (Bad Aussee)                                                                                   | 1921                             | Церковь Иисуса (Бад-Аусзе) (Jesuskirche in Bad Aussee) → Крестовоздвиженская церковь (Бад-Миттерндорф) (Kreuzkirche in Bad Mitterndorf) | Церковь Иисуса (Бад-Аусзе)                      |
| Бад-Радкерсбург (Bad Radkersburg)                                                                        | 1906                             | Протестантская церковь Христа (Бад-Радкерсбург) (Evangelische Christuskirche Bad Radkersburg) | Протестантская церковь Христа (Бад-Радкерсбург) |
| Брукк-ан-дер-Мур (Bruck an der Mur)                                                                      | 1912                             | Протестантская церковь (Брукк-ан-дер-Мур) (Evangelische Kirche in Bruck an der Mur) | Протестантская церковь (Брукк-ан-дер-Мур)       |
| Вайц (Weiz)                                                                                              | 1929                             | Церковь Густава Адольфа (Вайц) (Gustav-Adolf-Kirche in Weiz) | Церковь Густава Адольфа (Вайц)                  |
| Вальд-ам-Шоберпас (Wald am Schoberpaß)                                                                   | 1795                             | Протестантская церковь (Вальд-ам-Шоберпас) (Evangelische Kirche in Wald am Schoberpaß) | Протестантская церковь (Вальд-ам-Шоберпас)      |
| Гайсхорн / Трибен (Gaishorn / Trieben) Дочерняя церковь: Санкт-Иоганн-ам-Тауэрн (Sankt Johann am Tauern) | 1948                             | Церковь мира (Гайсхорн-ам-Зе) (Friedenskirche in Gaishorn am See) → Церковь Иоанна Крестителя (Трибен) (Johanneskirche in Trieben) Церковь веры (Глаубенскирхе) в Санкт-Иоганн-ам-Тауэрн (Glaubenskirche)                                                            | Церковь мира (Гайсхорн-ам-Зе)                   |
| Глайсдорф (Gleisdorf)                                                                                    | 2000                             | Церковь Христа (Глайсдорф) (Christuskirche in Gleisdorf) | Церковь Христа (Глайсдорф)                      |
| Грац(правый берег) (Graz)                                                                                | 1910                             | Крестовоздвиженская церковь (Грац) (Kreuzkirche) | Крестовоздвиженская церковь (Грац)              |
| Грац-Норд (Graz (Matthäusgemeinde))                                                                      | 1951                             | Церковь Иоанна Крестителя (Грац-Андриц) (Evangelische Johanneskirche) | Церковь Иоанна Крестителя (Грац-Андриц)         |
| Грац-Хайландскирхе (Graz) Дочерняя церковь: Грац-Либенау (Graz-Liebenau)                                 | 1856                             | Спасская церковь (Грац) (Heilandskirche in Graz) → Спасская церковь (Грац-Либенау) (Erlöserkirche) | Спасская церковь (Грац)                         |
| Грац-Эггенберг (Graz-Eggenberg)                                                                          | 1923                             | Церковь Христа (Грац-Эггенберг) (Christuskirche in Graz-Eggenberg) | Церковь Христа (Грац-Эггенберг)                 |
| Грёбминг (Gröbming                                                                                       | 1852                             | Церковь Христа (Грёбминг) (Christuskirche in Gröbming) → Спасская церковь (Эбларн) (Heilandskirche in Öblarn) | Церковь Христа (Грёбминг)                       |
| Капфенберг (Kapfenberg)                                                                                  | 1926                             | Церковь Христа (Капфенберг) (Christuskirche in Kapfenberg) → Церковь Христа (Тёрль-Пальберсдорф) (Christuskirche in Thörl-Palbersdorf) | Церковь Христа (Капфенберг)                     |
| Киндберг (Kindberg)                                                                                      | 1946                             | Воскресенская церковь (Киндберг) (Auferstehungskirche in Kindberg) |                                                 |
| Книттельфельд (Knittelfeld)                                                                              | 1916                             | Церковь Исповедника (Книттельфельд) (Bekennerkirche in Knittelfeld) → Церковь Иоанна Крестителя (Цельтвег) (Johanneskirche in Zeltweg) | Бекеннеркирхе (Книттельфельд)                   |
| Лайбниц (Leibnitz)                                                                                       | 1910                             | Протестантская церковь (Лайбниц) (Evangelische Kirche in Leibnitz) → Церковь Христа (Хенгсберг) (Christuskirche in Hengsberg) | Протестантская церковь (Лайбниц)                |
| Леобен (Leoben)                                                                                          | 1902                             | Церковь Густава Адольфа (Леобен) (Gustav-Adolf-Kirche in Leoben) | Церковь Густава Адольфа (Леобен)                |
| Лицен-Адмонт (Liezen-Admont)                                                                             | 1947                             | Воскресенская церковь (Лицен) (Auferstehungskirche in Liezen) → Церковь Исповедника (Адмонт) (Bekennerkirche in Admont) | Воскресенская церковь (Лицен)                   |
| Мурау-Лунгау (Murau-Lungau)                                                                              | 2001                             | Евангелическая церковь Святой Елизаветы (Мурау) (Elisabethkirche in Murau) | Евангелическая церковь Святой Елизаветы (Мурау) |
| Мюрццушлаг (Mürzzuschlag)                                                                                | 1900                             | Спасская церковь (Мюрццушлаг) (Heilandskirche in Mürzzuschlag) | Спасская церковь (Мюрццушлаг)                   |
| Пеггау (Peggau)                                                                                          | 1923                             | Церковь мира (Пеггау) (Friedenskirche in Peggau) → Церковь Святого Михаила (Граткорн) (Michaelskirche in Gratkorn) Горная церковь (Фронлайтен) (Bergkirche in Frohnleiten) Церковь Святого Духа (Юдендорф-Штрасенгель) (Heilig-Geist-Kirche in Judendorf-Straßengel) | Церковь мира (Пеггау)                           |
| Рамзау-ам-Дахштайн (Ramsau am Dachstein)                                                                 | 1782                             | Протестантская церковь Рамзау-ам-Дахштайн (Evangelische Kirche in Ramsau am Dachstein) | Протестантская церковь (Рамзау-ам-Дахштайн)     |
| Роттенманн (Rottenmann)                                                                                  | 1906                             | Воскресенская церковь (Роттенманн) (Auferstehungskirche in Rottenmann) | Воскресенская церковь (Роттенманн)              |
| Трофайах (Trofaiach)                                                                                     | 1956                             | Церковь замка Штибиххофен (Трофайах) (Schlosskirche des Schlosses Stibichhofen in Trofaiach) | Замок Штибиххофен (Трофайах)                    |
| Фельдбах (Feldbach)                                                                                      | 1948                             | Церковь Христа (Фельдбах) (Christuskirche in Feldbach) → Спасская церковь (Бад-Глайхенберг) (Heilandskirche in Bad Gleichenberg) Церковь Христа (Феринг) (Christuskirche in Fehring)                                                                                 | Церковь Христа (Фельдбах)                       |
| Фойтсберг (Voitsberg)                                                                                    | 1923                             | Церковь Густава Адольфа (Фойтсберг) (Gustav-Adolf-Kirche in Voitsberg) | Церковь Густава Адольфа (Фойтсберг)             |
| Фюрстенфельд (Fürstenfeld) Дочерняя церковь: Рудерсдорф (Rudersdorf)                                     | 1903                             | Спасская церковь (Heilandskirche in Fürstenfeld) → Протестантская церковь (Рудерсдорф) (Evangelische Kirche in Rudersdorf) | Спасская церковь (Фюрстенфельд)                 |
| Хартберг (Hartberg)                                                                                      | 1948                             | Церковь Иисуса Христа (Хартберг) (Jesus-Christus-Kirche in Hartberg) | Церковь Иисуса Христа (Хартберг)                |
| Шладминг (Schladming) Дочерние церкви: Айх (Aich) Радштадт (Radstadt)                                    | 1782 1948 1988                   | Церковь святых Петра и Павла (Шладминг) (Peter-und-Paul-Kirche in Schladming) → Церковь Христа (Айх) (Christuskirche in Aich) Церковь умиротворения (Радштадт) (Versöhnungskirche in Radstadt)                                                                       | Церковь святых Петра и Павла (Шладминг)         |
| Штайнах (Stainach)                                                                                       | 1959                             | Троицкая церковь (Штайнах) (Dreieinigkeitskirche in Stainach) |                                                 |
| Штайнц-Дойчландсберг (Stainz-Deutschlandsberg)                                                           | 1901                             | Церковь мира (Штайнц) (Friedenskirche in Stainz) → Церковь Христа (Дойчландсберг) (Christuskirche in Deutschlandsberg) | Церковь мира (Штайнц)                           |
| Юденбург (Judenburg)                                                                                     | 1918                             | Протестантская церковь (Юденбург) (Evangelische Kirche in Judenburg) |                                                 |

## Комментарии
1. ↑  Общая площадь евангелического суперинтендентства Аугсбургского исповедания Штирии составляет 1.813.334,55 га, в том числе:
  - федеральная земля Штирия, площадью 1.640.103,97 га;
  - политическая община Рудерсдорф, площадью 2.142,29 га, расположенная в федеральной земле Бургенланд;
  - регион Лунгау, площадью 101.992,78 га, расположенный в федеральной земле Зальцбург;
  - планировочный регион Энспонгау (нем.), площадью 69.095,51 га (политические общины: Альтенмаркт-им-Понгау (459,95 га), Ваграйн (5.054,05 га), Клайнарль (7.041,01 га), Радштадт (6.084,22 га), Санкт-Мартин-ам-Тенненгебирге (4.690,38 га), Унтертауэрн (7.174,58 га), Фильцмос (7.564,76 га), Флахау (11.732,77 га), Форстау (5.944,63 га), Хюттау (5.356,49 га), Эбен-им-Понгау (3.592,67 га)), расположенный в федеральной земле Зальцбург.